# Boussy

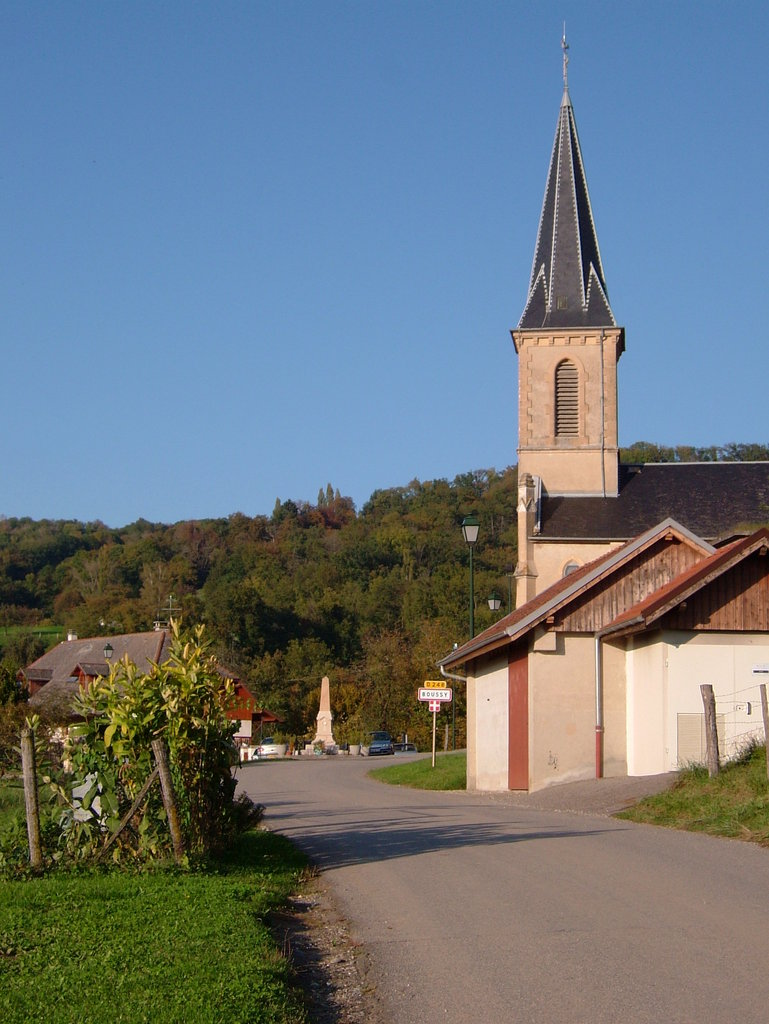
Kościół w Boussy

Boussy – miejscowość i gmina we Francji, w regionie Owernia-Rodan-Alpy, w departamencie Górna Sabaudia.
Według danych na rok 1990 gminę zamieszkiwało 308 osób, a gęstość zaludnienia wynosiła 59 osób/km² (wśród 2880 gmin regionu Rodan-Alpy Boussy plasuje się na 1321. miejscu pod względem liczby ludności, natomiast pod względem powierzchni na miejscu 1499.).